# Протестантизм в Великобритании
Протестантизм в Великобритании — крупнейшее направление христианства в стране. По данным исследовательского центра Pew Research Center в 2010 году в Великобритании проживало 33,82 млн протестантов, которые составляли 54,5 % населения этой страны. Согласно этому же источнику, по числу протестантов Великобритания находится на шестом месте в мире и на первом месте в Европе.
Этнически, протестантами являются большинство верующих англичан, шотландцев, валлийцев, корнцев, американцев, ямайцев, африканеров, цыган, шведов, корейцев, немцев, датчан, норвежцев, финнов, йоруба, голландцев и др.
В XIX веке Великобритания была мировым центром глобального распространения протестантизма, действуя через многочисленные миссионерские общества (такие, как Лондонское миссионерское общество, Церковное миссионерское общество, Внутренняя китайская миссия, Баптистское миссионерское общество). В настоящее время (2001 год) 10,7 тыс. британских поданных служат миссионерами в 198 странах и территориях мира, что делает Британию самой «миссионерской» страной Европы.

## Исторический обзор
Христианство в Великобритании появилось, предположительно, во II веке. Сохранились упоминания о смерти первого британского мученика — Альбана (III или нач. IV века). Распространению христианства на Британских островах способствовали Ниниан, Патрик и Колумба. В течение последующих столетий кельтская церковь постепенно подчинилась Риму.
Предтечей Реформации в Англии называют библейского переводчика Джона Уиклифа. Однако, непосредственный разрыв с папством осуществил в личных целях английский король Генрих VIII. При нём архиепископом Кентерберийским был выбран Томас Кранмер — один из отцов английской Реформации. Дальнейшие реформы церкви в направлении протестантизма были осуществлены в правление Эдуарда VI. После краткой католической реставрации при Марии I, прозванной «Кровавой Марией» и «Марией католичкой», на трон взошла Елизавета I, при которой английская церковь окончательно выбрала «средний путь» между католицизмом и кальвинизмом.
В 1559 году проповедь радикального протестанта Джона Нокса в Шотландии спровоцировала начало протестантской революции, впоследствии приведшей к созданию пресвитерианской в вероучении Церкви Шотландии. Позже, в Великобритании и Северной Ирландии возникнут другие кальвинистские организации — Конгрегационалистский союз Ирландии (1829), Свободная церковь Шотландии (1843), Союз уэльских индепендентов (1872, конгрегационалисты), Свободная пресвитерианская церковь Шотландии (1893), Объединённая свободная церковь Шотландии (1900), Не-подписывающая пресвитерианская церковь Ирландии (1910, восходит к общинам, не подписывающим при рукоположении Вестминстерское исповедание веры), Свободная пресвитерианская церковь Ольстера (1951), Ассоциация пресвитерианских церквей Шотландии (1989), Свободная церковь Шотландии (продолжающаяся) (2000 год). В 1972 году пресвитерианская и конгрегационалистская церкви Англии объединились, создав Объединённую реформатскую церковь. Позже к ним присоединились Реформаторская ассоциация церквей Христа (1981) и Конгрегационалистский союз Шотландии (2000). Не присоединившиеся общины создали Евангельское братство конгрегационалистских церквей (1967) и Конгрегациональную федерацию (1972).
В 1609 году часть английских пуритан во главе с Джоном Смитом переселились в Амстердам, где среди них, под влиянием меннонитов, была образована первая в мире баптистская община. Через три года, в 1612 году, часть амстердамских баптистов вернулась на родину в Англию и основала первую баптистскую церковь. Во времена правления в Англии Стюартов баптисты (как и остальные сепаратистские пуритане) находились на нелегальном положении. Самыми выдающимися предводителями пуритан были Джон Мильтон и  Джон Баньян, отсидевший три тюремных срока. Продолжающиеся преследования пуритан стали главной причиной их массового переселения в Северную Америку, продолжавшегося весь XVII век.
В середине XVII века в Англии зародилось ещё одно религиозное движение — квакеры. К 1660 году численность квакеров достигла 80 тыс. человек.
Первый лютеранский приход в Великобритании был образован в 1668 году для иностранцев, проживающих в Лондоне. Через пять лет была построена первая лютеранская кирха. В 1948 году в стране был создан Лютеранский совет Великобритании, объединивший различные этнические приходы (немецкие, латышские, норвежские, датские, эстонские, шведские, финский, исландский, венгерский). Широкую автономию в совете имеет Лютеранская церковь в Великобритании (образована в 1962), объединяющая англоязычные приходы, а также приходы, использующие польский, китайский, суахили, амхарский и эритрейский языки. В 1954 году была создана независимая Евангелическая лютеранская церковь Англии.
В XVIII веке под влиянием Джона Уэсли в лоне англиканской церкви возникло движение, стремившееся возродить церковь и вернуть её ко временам раннего христианства. Впоследствии, движение вылилось в создание методистской церкви.
В 1829 году в английском Плимуте появилась первая в мире церковь плимутских братьев. В 1865 году методистский священник Уильям Бут основал в Лондоне благотворительную организацию, со временем переименованную в Армию Спасения.
Уильям Айнгс, уроженец Англии, принял в США адвентизм и в 1878 году вернулся на родину, став первым адвентистским миссионером в Великобритании. В 1880 году адвентисты крестили первых английских верующих, ещё через три года в Саутгемптоне была организована первая в стране адвентистская церковь. К 1953 году в стране было 7 тыс. адвентистов, к 1978 году, благодаря иммиграции эта цифра выросла до 13 тыс. верующих.
Пионером пятидесятнического движения в Великобритании называют англиканского священника Александра Бодди (1854—1930). Участник Уэльского пробуждения, Бодди заинтересовался новостями о пятидесятническом пробуждении в Норвегии, лично встретился с Томасом Барраттом в 1906 году и убедил его посетить Англию. В 1915 году братья Джеффрис стали у истоков Пятидесятнической церкви «Елим», в следующем году Даниэл Уильямс основал Апостольскую церковь. Первая британская Ассамблея Бога была создана в 1924 году в Бирмингеме. Во второй половине XX века в Великобритании появились ряд независимых неопятидесятнических движений. В 1969 году Ноэл Стэнтон основал «Армию Иисуса», в 1974 году Роджер Форстер — Христианское братство «Ихтус». В 1980 году Терри Вирго основал сеть апостольских церквей «Новые рубежи». Джеральд Коутс является основателем и лидером движения «Пионер», Барни Кумбс — сеть церквей «Соль и свет».

## Современное положение
Численность и доля протестантов в общем населении Великобритании снижается. Происходит это за счёт массового оттока верующих из традиционных протестантских союзов страны. Исследование, проведённое в 2005-10 годах показало, что число членов методистских и пресвитерианских церквей сократилось в указанный период на 19 %; англиканских и баптистских — на 5 %. Среди крупных конфессии рост был зафиксирован только у пятидесятников (27 %). Согласно прогнозам, численность британских протестантов продолжит снижаться и далее.

### Англиканство
Крупнейшей церковью страны остаётся Церковь Англии (Church of England), насчитывающая 25 млн верующих и 16,2 тыс. приходов. При этом, воскресные богослужения в приходах Церкви Англии еженедельно посещают лишь 1 млн человек. На территории Шотландии действует Шотландская епископальная церковь (Scottish Episcopal Church) (44,3 тыс.). Англикане Уэльса объединены в Церковь Уэльса (Church in Wales) (78 тыс.). Ещё одна англиканская церковь — Церковь Ирландии (Church of Ireland) (365 тыс.) действует на территории острова Ирландия; примерно 35 % прихожан церкви являются жителями Республики Ирландия, остальные 65 % — британцы из Северной Ирландии.

### Кальвинизм
Вторую (после англикан) конфессиональную группу в Великобритании представляют пресвитериане, реформаты и конгрегационалисты (1,85 млн в 2005 году). Церковь Шотландии (Church of Scotland) насчитывает свыше 1,5 тыс. приходов и 1,149 млн верующих. На острове Ирландия служит Пресвитерианская церковь Ирландии (Presbyterian Church in Ireland) (240 тыс., 545 приходов), при этом подавляющее большинство её прихожан (96 %) являются жителями британской Северной Ирландии, а остальные 4 % верующих — жителями Республики Ирландия. Пресвитериане Уэльса объединены в Пресвитерианскую церковь Уэльса (Presbyterian Church of Wales) (28 тыс.). Объединённая реформатская церковь (United Reformed Church) сообщает о 68 тыс. верующих в 1,5 тыс. приходах, объединяет в себе как пресвитериан Англии и часть пресвитериан Уэльса, так и часть конгрегационалистов Англии, Уэльса и Шотландии. Не вошедшие в ОРЦ конгрегационалисты Англии, Шотландии и часть конгрегационалистов Уэльса образуют Конгрегационалистскую федерацию (Congregational Federation) (10,9 тыс.). Конгрегационалисты Ирландии образуют Конгрегационалистский союз Ирландии (Congregational Union of Ireland) (3,1 тыс.)
Другими церквами этой конфессии являются Союз уэльских индепендентов (Union of Welsh Independents) (23 тыс.), Свободная церковь Шотландии (Free Church of Scotland) (12,5 тыс.), Свободная пресвитерианская церковь Ольстера (Free Presbyterian Church of Ulster) (10 тыс. в Северной Ирландии), Евангельское братство конгрегационалистских церквей (Evangelical Fellowship of Congregational Churches) (5 тыс.), Не-подписывающая пресвитерианская церковь Ирландии (Non-subscribing Presbyterian Church of Ireland) (4 тыс.), Объединённая свободная церковь Шотландии (United Free Church of Scotland) (3,2 тыс.), Ассоциация пресвитерианских церквей Шотландии (Associated Presbyterian Churches) (2,2 тыс.), Свободная пресвитерианская церковь Шотландии (Free Presbyterian Church of Scotland) (1,2 тыс.), Свободная церковь Шотландии, продолжающаяся (Free Church of Scotland (Continuing)) (1 тыс.), Реформаторская пресвитерианская церковь Ирландии (Reformed Presbyterian Church of Ireland), Евангельская пресвитерианская церковь (Evangelical Presbyterian Church in England and Wales) и др.

### Пятидесятничество
Самой быстрорастущей конфессией страны являются пятидесятники (ок. 1 млн). В 1981 году в Великобритании было 98 тыс. пятидесятников. Пятидесятническая церковь «Елим» насчитывает 138 тыс. верующих. Британские Ассамблеи Бога посещают 68 тыс. человек (в Англии — 56 тыс., в Шотландии — 4,3 тыс., в Уэльсе — 3,8 тыс., в Ирландии — 4 тыс.). Апостольской церкви Великобритании принадлежат 10 тыс. жителей страны. Другими международными пятидесятническими союзами являются Новозаветная церковь Бога (28 тыс. взрослых, крещённых членов, 110 приходов), Церковь Бога пророчеств (61 приход, 5 тыс. членов), Объединённая пятидесятническая церковь (51 приход), Церковь четырёхстороннего Евангелия (28 приходов). Значительное число пятидесятников являются прихожанами «этнических» церквей; это афро-карибские пятидесятники (56 тыс. в 2000 году), афро-карибские пятидесятники-единственники (55 тыс. в 2000 году), Цыганское евангельское движение (40 тыс. в 2000 году).
Стремительно растёт число сторонников пятидесятничества среды выходцев из Африки. Так, африканцы составляют большинство верующих в лондонском «Кенсингтонском храме» (15 тыс. прихожан, объединённых в 50 церквей-ячеек). Африканцы составляют большинство и в Кингсвэйском международном христианском центре (12 тыс. прихожан), претендующем на статус самой крупной церкви Западной Европы. Церковь Пятидесятницы из Ганы создала в стране 112 приходов. Нигерийская Искупленная христианская церковь Божья (80 тыс. взрослых, крещённых членов) открыла в Великобритании более 670 церквей, самой крупной из которых является лондонский «Дом Иисуса» в Брент-Кроссе (3,5 тыс. прихожан). Ряд других лондонских мегацерквей также являются пятидесятническими. Это Хиллсонг-Лондон (10 тыс.), Церковь «Новое вино» в Вулидже (5 тыс.), Городская церковь «Руах» в Брикстоне (4,2 тыс.) и др.
Отдельную группу составляют независимые британские неопятидесятнические церкви и движения (285 тыс.), такие как «Новые рубежи» (30 тыс. полноправных членов), «Армия Иисуса», Христианское братство «Ихтус», движение «Пионер», движение «Соль и свет» и др. В стране действуют также и международные неопятидесятнические церкви (Ассоциация церквей Виноградника, Всемирная церковь «Царство Божие» и др.).

### Методизм
Самой крупной методистской организацией является Методистская церковь Великобритании (Methodist Church of Great Britain) (309 тыс.). В стране также действует Методистская церковь Ирландии (Methodist Church in Ireland) (49,4 тыс., большинство из которых жители Северной Ирландии) и ряд весьма малочисленных методистских церквей (Свободная методистская церковь и др.). Наиболее влиятельны методисты в северо-восточных районах страны, а также в западной части Мидлендса и Корнуолле. Тем не менее, численность методистов неуклонно снижается — в 1981 году в Великобритании было 1,4 млн верующих данной конфессии. Только за 2005-10 года Методистская церковь в Британии вынужденно закрыла 310 приходов.
К методистам примыкает ряд перфекционистских церквей, самой крупной из которых является церковь назарян (4 тыс.). Армия спасения насчитывает 60 тыс. последователей, (при этом в 1981 году в ней было 100 тыс. активных членов).

### Баптизм
Немало в Великобритании и баптистов (265 тыс.). Крупнейшая баптистская организация страны — Баптистский союз Великобритании (Baptist Union of Great Britain) насчитывает 129 тыс. крещённых членов в 1994 церквах (2012 год). Помимо этого, в 2010 году в церкви союза посещали 78,6 тыс. детей. Численность верующих данной организации также сокращается; в 1981 году в союзе было 153 тыс. полноправных членов. Другими крупными баптистскими организациями в Великобритании являются Баптистский союз в Шотландии (Baptist Union of Scotland) (11,2 тыс. членов и 167 церквей), Баптистский союз Уэльса (Baptist Union of Wales) (12,4 тыс. и 406 церквей) и Ассоциация баптистских церквей Ирландии (Association of Baptist Churches in Ireland) (8,5 тыс. членов, большинство из которых — жители Северной Ирландии). В стране имеются и другие, весьма малочисленные, баптистские союзы — Старый баптистский союз (Old Baptist Union), Союз баптистов седьмого дня (Seventh Day Baptists) и др.

### Лютеранство
Большинство лютеранских церквей (183,5 тыс.) входят в Лютеранский совет Великобритании (179 тыс.). Лютеранская церковь в Великобритании (Lutheran Church in Great Britain) объединяет ок. 3 тыс. верующих, в Евангелической лютеранской церкви Англии (Evangelical Lutheran Church of England) 1,5 тыс. прихожан.

### Прочие направления
В стране представлены обе ветви плимутских братьев — «открытые» (105 тыс.) и закрытые (26 тыс.). Церковь адвентистов седьмого дня сообщает о 28,8 тыс. членах в 239 церквах. В Великобритании также действуют:
- общины квакеров (16,7 тыс.[41])
- Британская провинция Моравской церкви (British Province of the Moravian Church),
- общины Новоапостольской церкви
- Генеральной ассамблея Унитарианских и Свободных Христианских Церквей (General Assembly of Unitarian and Free Christian Churches) и  и др.

## Экуменическое движение
В 1942 году при активном участии Церкви Англии в стране был образован Британский совет церквей; с 1999 года эта организация называется «Церкви вместе в Британии и Ирландии». В 1992 году часть этнических церквей объединилась в Совет африканских и афро-карибских церквей Соединённого Королевства. Десять британских церковных союзов (англикан, пресвитериан, реформаторов, методистов и баптистов) входят во Всемирный совет церквей. Консервативные церкви страны объединены в Евангельский альянс Соединённого Королевства, входящий во Всемирный евангельский альянс.